# ميلتون إس. روبنسون
ميلتون إس. روبنسون (بالإنجليزية: Milton S. Robinson)‏ هو قاضي وضابط ومحامي وسياسي أمريكي، ولد في 20 أبريل 1832 في الولايات المتحدة، وتوفي في 28 يوليو 1892 في مدينة اندرسون في الولايات المتحدة. حزبياً، نشط في الحزب الجمهوري. وقد انتخب عضو مجلس ولاية إنديانا وانتخب عضو مجلس النواب الأمريكي.